# Хелвачаури
Хелвачаури (груз. ხელვაჩაური) — бывший посёлок городского типа (с 1968 года) в Грузии. Является центром Хелвачаурского муниципалитета Аджарской автономной республики. 1 января 2013 года вошёл в черту города Батуми. Расстояние до Батуми — 8 км. В посёлке имеются 2 средние школы, дом культуры, а также медицинские учреждения.

## География
Посёлок находится в Кахаберской низменности, на правом берегу реки Чорохи, на высоте 80 метров над уровня моря.

## История
Первые упоминания о поселениях в этом месте относятся ещё к каменному веку. До 2008 года в Хелвачаури находилась российская военная база, после вывода российских войск база передана министерству обороны Грузии.

## Население
По итогам переписи 2002 года население Хелвачаури составляло 6143 человека. Большинство населения — грузины, но в Хелвачаури также проживают русские.

## Экономика
Основной доход населения — цитрусоводство, овощеводство и животноводство. В посёлке также имеется хлебозавод и текстильная фабрика. Также располагалось троллейбусное депо, имелось троллейбусное сообщение с Батуми. Депо и троллея были ликвидированы в 2006 году. Работал домостроительный комбинат.